# Fernand Point
Fernand Point, né le 25 février 1897 à Louhans (Saône-et-Loire) et mort le 4 mars 1955 à Vienne (Isère), est un chef cuisinier français. Pionnier de la gastronomie française, il est le premier chef à obtenir trois étoiles au Guide Michelin en 1933 (jusqu'en 1955) et est considéré comme un des pères de la nouvelle cuisine.
Il dirige le célèbre restaurant gastronomique La Pyramide à Vienne près de Lyon de 1925 à 1955 et en fait pendant une trentaine d'années une référence de la gastronomie française.

## Biographie

### Famille
Fernand Point est le fils unique d'Auguste Point (1873-1925) et de Joséphine Aubry (1877-1962).
Son père est hôtelier-restaurateur au Buffet de la Gare de Louhans, où sa mère et sa grand-mère sont cuisinières.

### Apprentissage
Il fait son apprentissage en famille avant de travailler au célèbre restaurant Foyot, rue de Tournon à Paris,, puis à l'hôtel Le Bristol de Paris, au Majestic de Cannes et enfin à l'Hôtel Royal d'Évian-les-Bains en Haute-Savoie. Fernand Point travailla aussi à Vichy (Allier).
Durant la Première Guerre mondiale, Fernand Point est enregistré comme cuisinier lorsqu'il devance l'appel de sa classe pour s'engager dans l'artillerie. Incorporé dans le 48e régiment d'artillerie en janvier 1916, il est nommé brigadier en mai 1917. Démobilisé en septembre 1919, il se retire alors à Louhans.
En 1923, son père quitte Louhans et rachète en grande partie pour son fils l'hôtel-restaurant Guieu de Léon Guieu à Vienne, qui a déjà une importante réputation.

### La Pyramide de Vienne

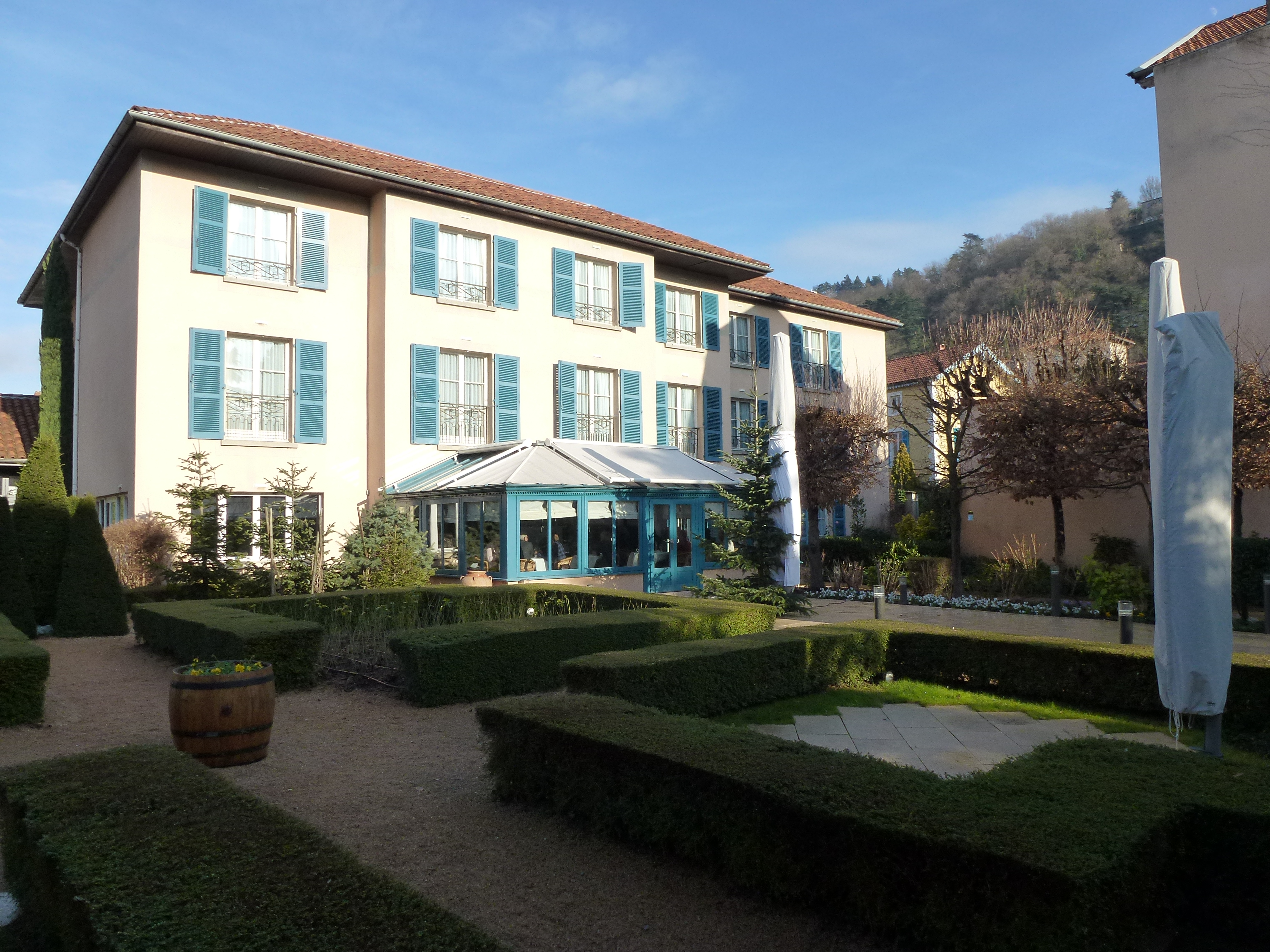
Restaurant gastronomique La Pyramide à Vienne, côté jardin.

En 1925, Fernand Point, qui travaille à l'Hôtel Royal d'Évian-les-Bains, reprend l'affaire familiale à la suite de la disparition de son père. Il agrandit le restaurant et le rebaptise La Pyramide en référence à la Pyramide de Vienne, monument gallo-romain situé à proximité, en forme d'obélisque, qui ornait autrefois la spina du cirque romain de l'antique Vienna.
Fernand Point est un « géant » d'1,92 m, de 165 kg et de 169 cm de tour de taille, surnommé magnum car il a l'habitude de boire un magnum de champagne par jour. Il a également une forte personnalité excentrique, joviale, perfectionniste et intransigeante, qui contribue à son succès. Il est un des premiers grands chefs cuisiniers à être propriétaire de son affaire.
Le 14 mars 1931, il épouse Marie-Louise Paulin (1898-1986) surnommée Mado, une Ardéchoise qui contribue à la légende de l'établissement par son charisme, son sens de l'accueil et sa personnalité méridionale. Ils adoptent une fille, Marie-José Point,.
En 1933, Fernand Point est l'un des 23 premiers grands chefs cuisiniers à obtenir trois étoiles au Guide Michelin en même temps, entre autres, qu'Eugénie Brazier et Marie Bourgeois.

### La légende

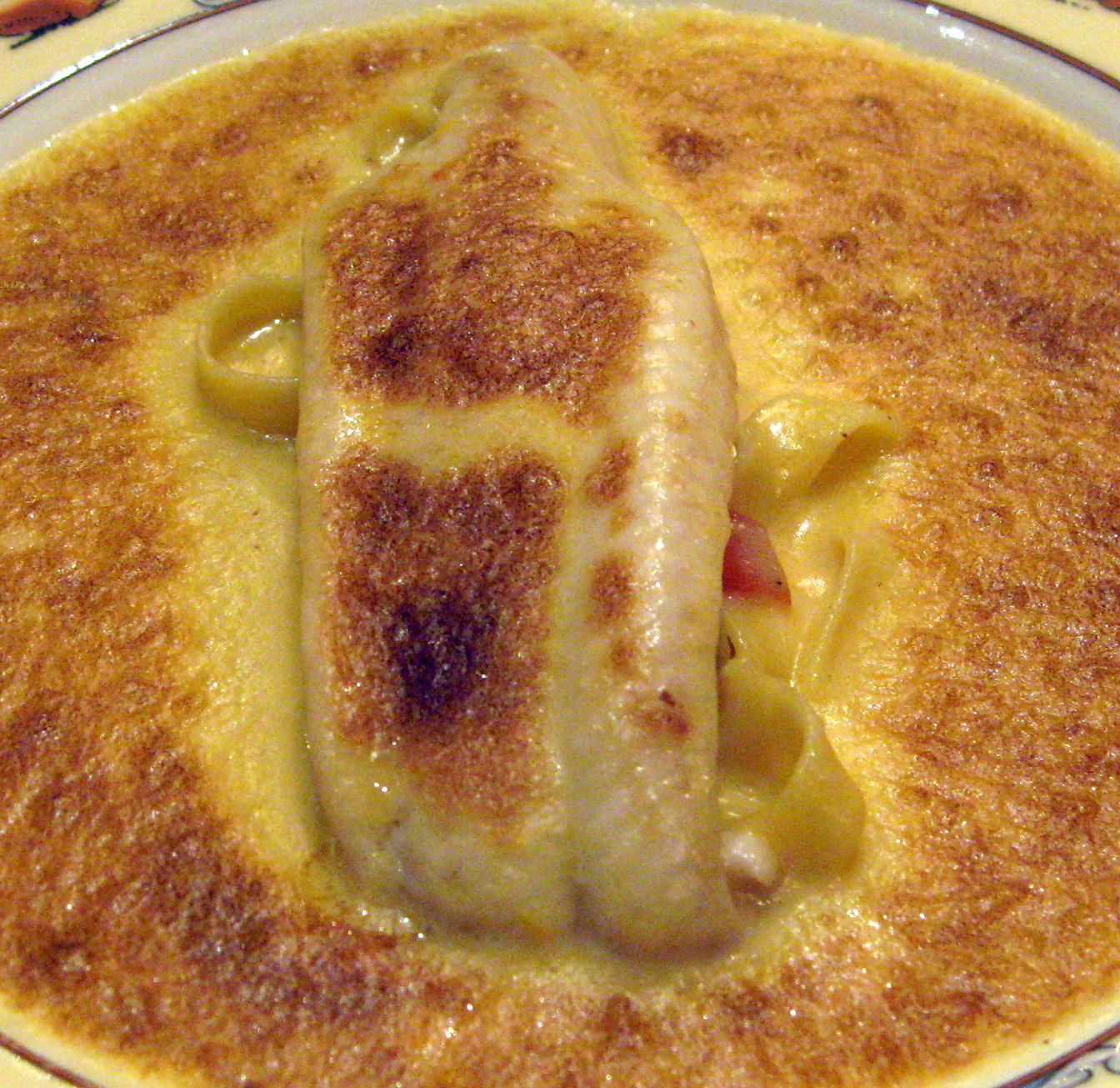
Filet de sole aux nouilles Fernand Point, de la carte de L'Auberge du Pont de Collonges, par son célèbre élève, Paul Bocuse.

Il devient alors rapidement un des trois plus grands chefs français de l'entre-deux-guerres avec Alexandre Dumaine à Saulieu (Côte-d'Or) et André Pic à Valence (Drôme). Il fait à lui tout seul la renommée de Vienne et est considéré par le célèbre critique gastronomique Curnonsky comme le « sommet de l'art culinaire ».
La Pyramide devient une étape gastronomique de grand renom sur la route nationale 7 (route du Midi) et une légende internationale où viennent manger les chefs d'État, têtes couronnées, acteurs, écrivains, célébrités, etc., du monde entier (la galerie de photo des clients de prestiges existe encore dans les couloirs de l'établissement à ce jour).
Durant la Seconde Guerre mondiale, Fernand Point décide de fermer son restaurant plutôt que de servir l'état-major nazi qui veut diriger son restaurant et manger à sa table.
Dans les années 1950, il est le premier à donner un nouveau look à la table, nappage en fil, vaisselle de Limoges, verres en cristal de Baccarat et ambiance de fête à sa table.

### Disparition et succession

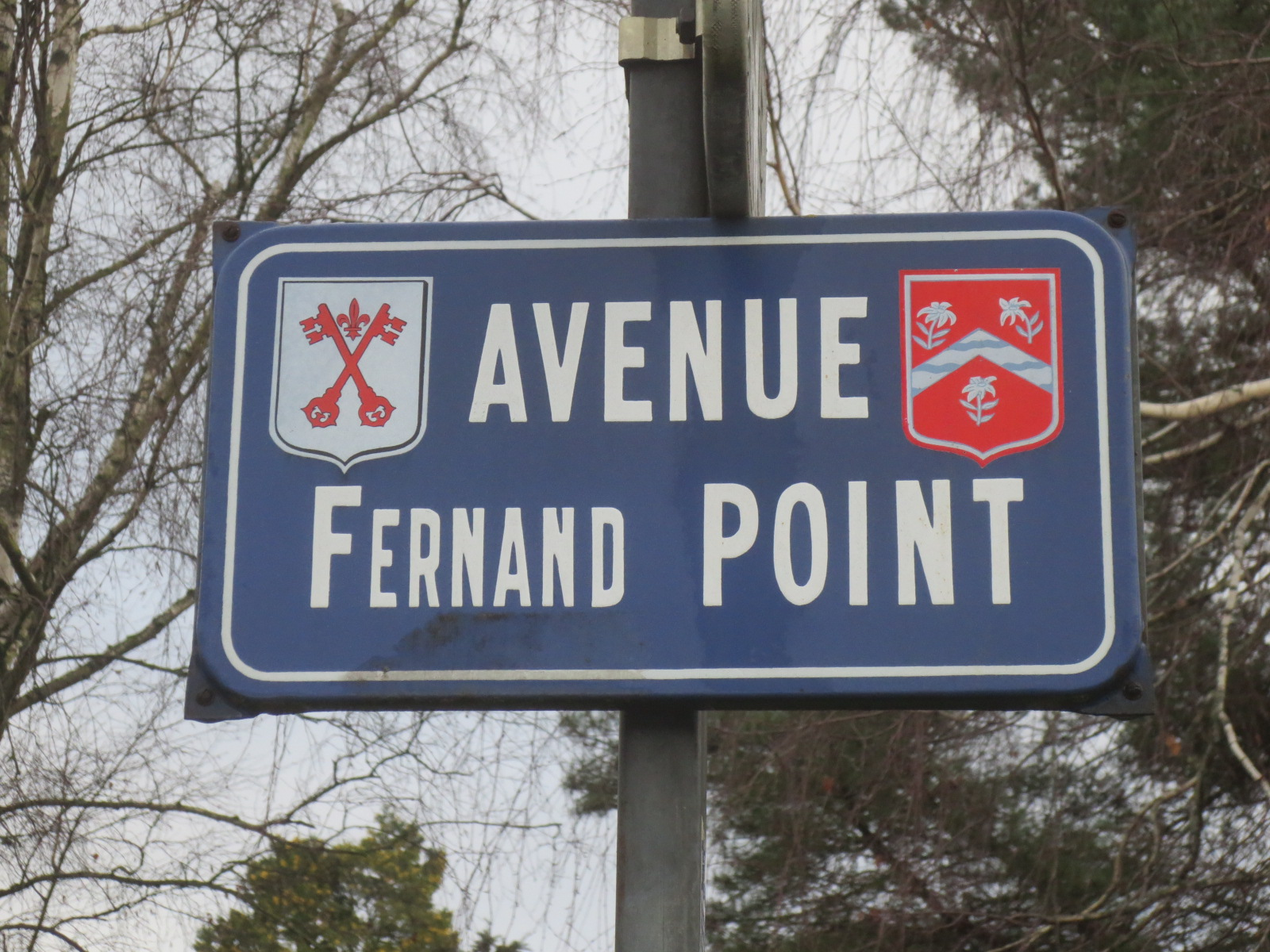
Plaque de rue commémorative avec blason de Louhans.

Fernand Point disparaît le 4 mars 1955 à l'âge de 58 ans. Il est inhumé au cimetière de Pipet à Vienne.
Son épouse Mado Point parvient à maintenir la renommée et les trois étoiles du Guide Michelin sans discontinuer jusqu'à son décès en 1986, avec les chefs Paul Mercier d'abord, puis avec Guy Thivard.
Marie-José Point, fille adoptive du couple, prend la succession durant un an. Puis, elle revend l'établissement au groupe immobilier de Dominique Bouillon. Celui-ci engage le jeune chef cuisinier Patrick Henriroux (élève de Georges Blanc). Henriroux et son épouse Pascale ambitionnent de reconstruire avec le temps la légende passée de l'établissement (première étoile au Guide Michelin en 1990, seconde en 1992). Ils deviennent propriétaires du fonds de commerce et de la cave en 1996, puis des murs en 1998.
Les recettes de Fernand Point, telles que le « gratin de queues d'écrevisses », le « filet de sole » ou le « loup en feuilleté », restent encore à ce jour à la carte des plus grandes tables du monde.

#### Hommages
- Boulevard Fernand Point à Vienne où se trouve au 14 : le restaurant La Pyramide.
- Avenue Fernand Point à Louhans, sa ville natale.

## Distinction et décorations

### Distinction
- 1933 à 1955 : trois étoiles au Guide Michelin

### Décorations

#### Décorations françaises
- Chevalier de la Légion d'honneur (1948)
- Chevalier de l'ordre du Mérite agricole (1937)

#### Décoration étrangère
- Médaille royale anglaise du courage pour la cause de la liberté (Royaume-Uni)

## Élèves célèbres
- Paul Bocuse
- Pierre et Jean Troisgros (Les Frères Troisgros)
- Alain Chapel
- Raymond Thuilier
- François Bise (en)
- Louis Outhier
- Claude Peyrot